# Дене, Хайке
Хайке Дене (нем. Heike Dähne (-Möller, -Kummerow); род. 15 октября 1961, Цвиккау, Карл-Маркс-Штадт) — восточногерманская пловчиха, призёр чемпионатов Европы, мира и летних Олимпийских игр 1980 года в Москве.

## Карьера
На московской Олимпиаде Дене выиграла бронзовую медаль в плавании на 800 метров вольным стилем с результатом 8:33,48 с. При этом в предварительных заплывах она установила олимпийский рекорд — 8:36,09 с. В 1981 году в Сплите (Хорватия) на чемпионате Европы Дене стала серебряным призёром в плавании на 200 метров баттерфляем — 2.09,59 с. На следующий год в Гуаякиле (Эквадор) на чемпионате мира она стала бронзовым призёром в этом же виде (2.10,29 с).